# ジェンセン・GT
ジェンセン・GTはイギリスの自動車メーカー「ジェンセン・モーターズ」が1975年から1976年まで製造販売した2+2ハッチバックのスポーツワゴン。ベースはジェンセン・ヒーレーで、これにワゴン風のルーフを被せた2＋2GTで、上方開きのテールゲートを持ち、リアシートを折り畳めば縦1,117mm×横1,143mmの広いラゲッジスペースが得られ、ライバルのリライアント・シミターGTEやMGB・GTV8などと同様、スポーツワゴンとしての性格が与えられていた。機構的にはオープンモデルと同一であるが、インテリアはより豪華にしつらえられていた。
ジェンセンは1975年夏に経営危機に陥り事実上の倒産に追い込まれ、バックオーダーを抱えていたため管財人の元でしばらくは操業を続けたものの、1976年5月についに廃業に追い込まれたため、GTの生産は1975年9月から1976年5月までの9ヶ月間で終了、生産台数は509台にとどまった。